# Neuvy (Allier)
Neuvy je francouzská obec v departementu Allier v regionu Auvergne. V roce 2011 zde žilo 1 510 obyvatel.

## Sousední obce
Avermes, Bressolles, Coulandon, Marigny, Montilly, Moulins

## Vývoj počtu obyvatel
Počet obyvatel 